# Forte Mangialupi
Il Forte Mangialupi è stata una fortificazione militare facente parte dei Forti Umbertini, ovvero fortificazioni create tra la fine dell'Ottocento e i primi del Novecento per difendere il territorio dello Stretto di Messina. Fu costruito intorno al 1890 presso la località di Gazzi, con un orientamento est-sud-est, a 1.100 metri dalla costa. Attualmente è circondato dal Policlinico di Messina.

## Storia
Durante il primo e il secondo conflitto mondiale, il forte aveva il compito di difendere il porto della città di Messina. Al momento della sua costruzione, le località di Mangialupi e Gazzi erano perlopiù aree agricole, con campi coltivati ad agrumi.
Dopo il sisma del 1908, la zona fu profondamente trasformata dal punto di vista urbanistico, con l'ampliamento delle aree abitative. Il Policlinico "G. Martino" di Messina fu ufficialmente inaugurato il 22 ottobre 1950 proprio nella zona in cui era situato il forte.
Nel corso degli anni, l'espansione del complesso ospedaliero, e soprattutto la costruzione dell'eliporto, hanno portato alla quasi totale distruzione del forte. Attualmente, rimangono in piedi solo la caponiera e qualche vano, in stato di abbandono e ricoperti dalla vegetazione.
La visita alla zona è vietata senza un eventuale consenso da parte dell'ospedale.

## Stile Architettonico

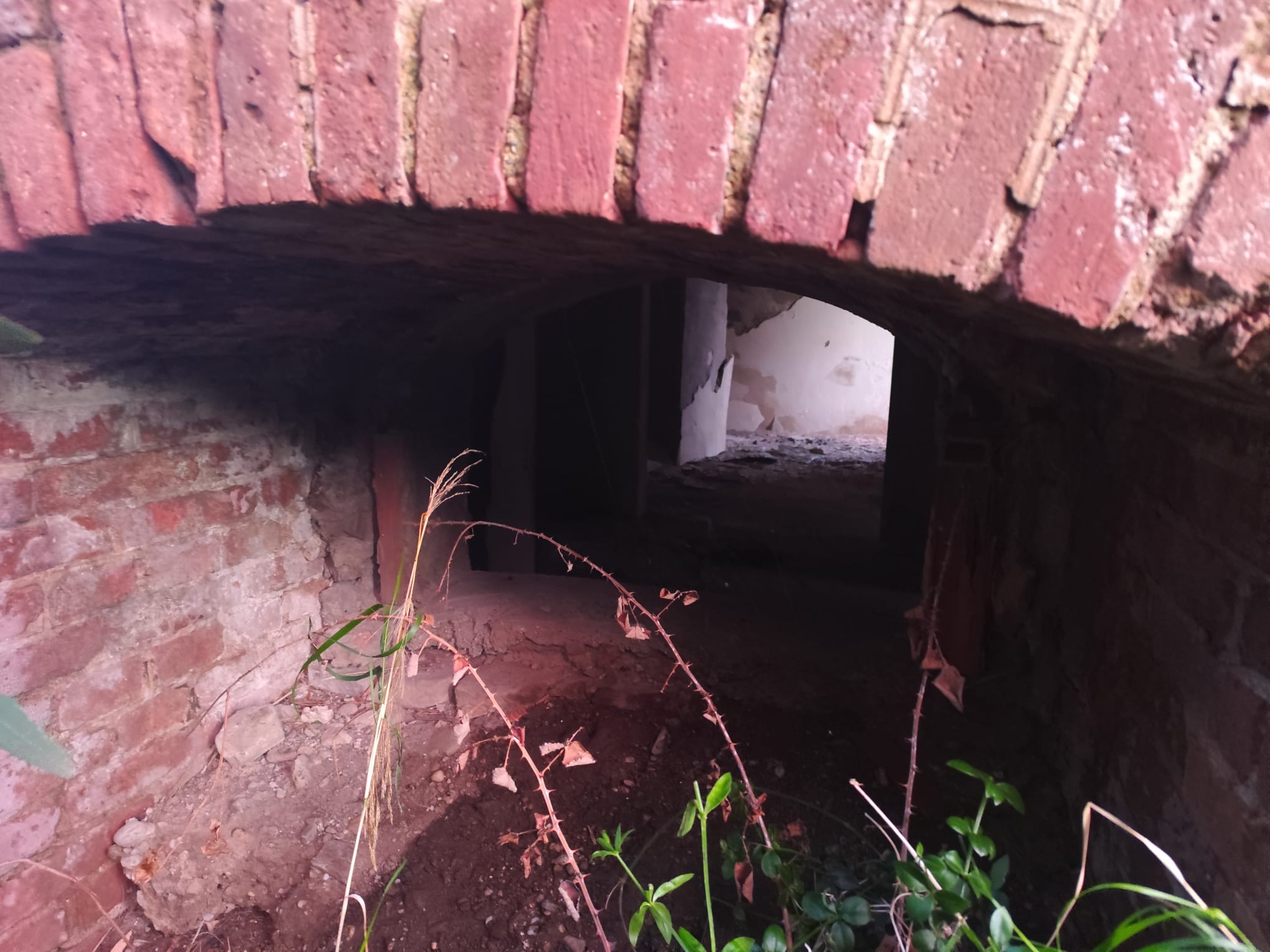
Una bucatura laterale, dove si scorge l'interno del forte.

Queste fortificazioni seguono un modello di "campo trincerato" o "piazza a forti staccati". Sono ancora visibili le bucature (sono le finestre di questi tipi di edifici militari) della struttura, realizzate con mattoni pieni in terracotta. Da queste aperture si può osservare la presenza di una struttura interna con mura ricoperte da calcestruzzo.
Le mura esterne mostrano una combinazione di elementi più moderni e parti del muro originario, costruito con rocce locali (rocce sedimentarie). Sulle sommità dei muri si trovavano rocce squadrate di origine vulcanica, probabilmente provenienti dall'area etnea.
L'edificio è chiuso da un cancello, ormai caduto, che si trovava all'ingresso principale. La parte rivolta verso lo Stretto è ricoperta da uno strato di substrato naturale, una strategia classica dell'epoca per mimetizzarsi nel territorio e creare difficoltà all'artiglieria nemica durante gli attacchi.

## Galleria d'immagini
Di fronte all'ingresso dei ruderi è presente l'eliporto.

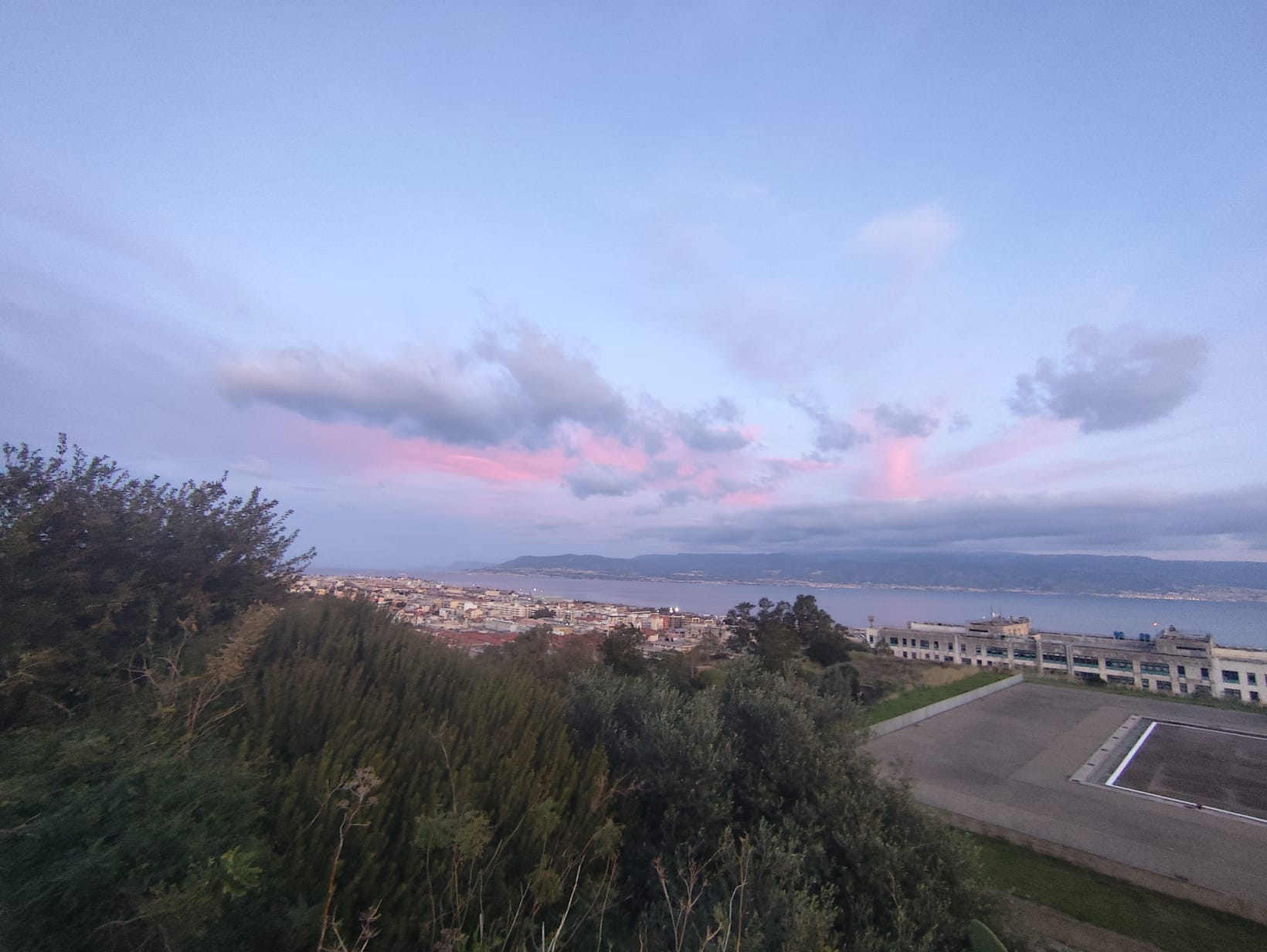
Vista del forte e del eliporto dal alto.
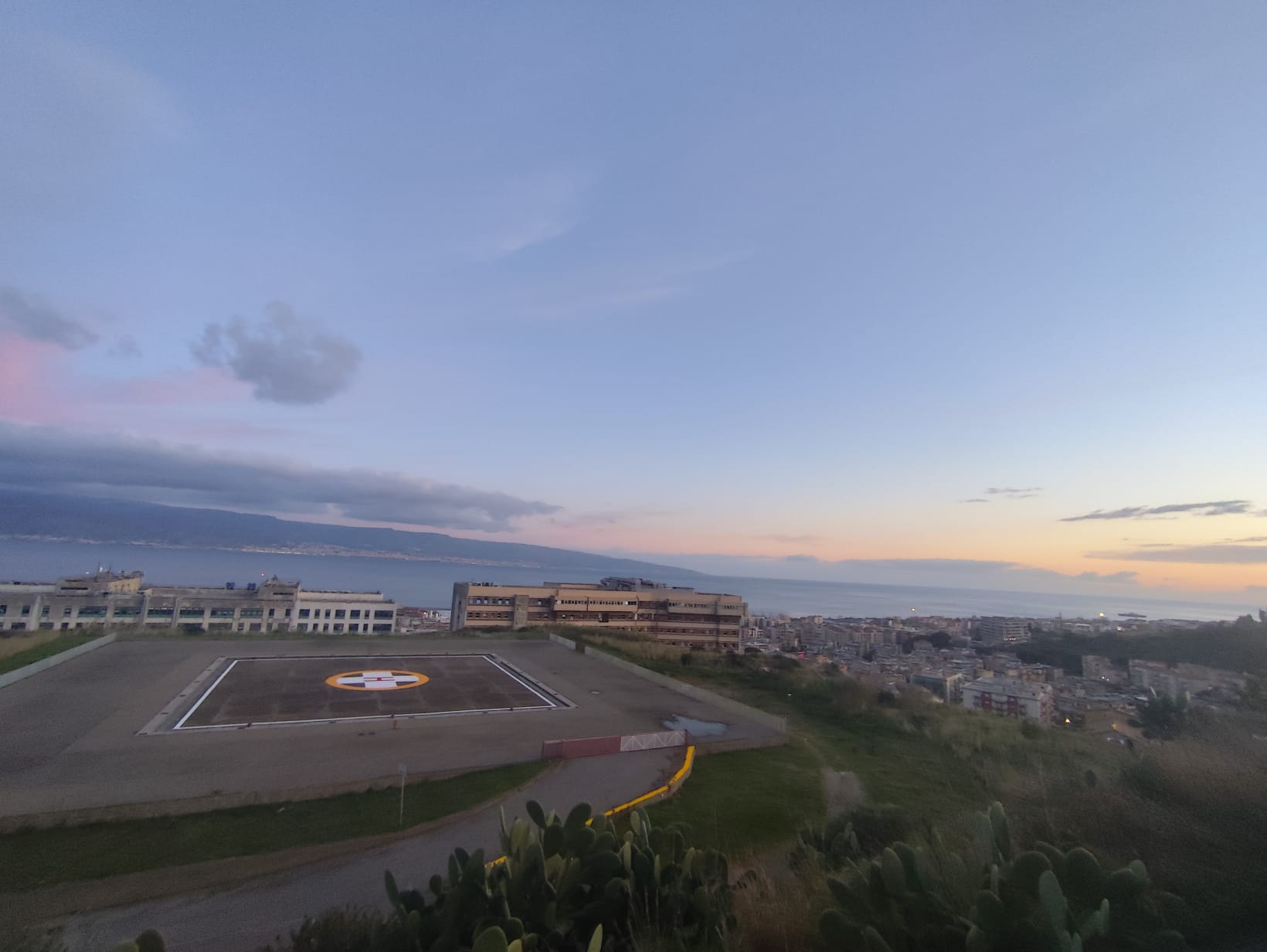
Vista del forte e del eliporto dal alto.
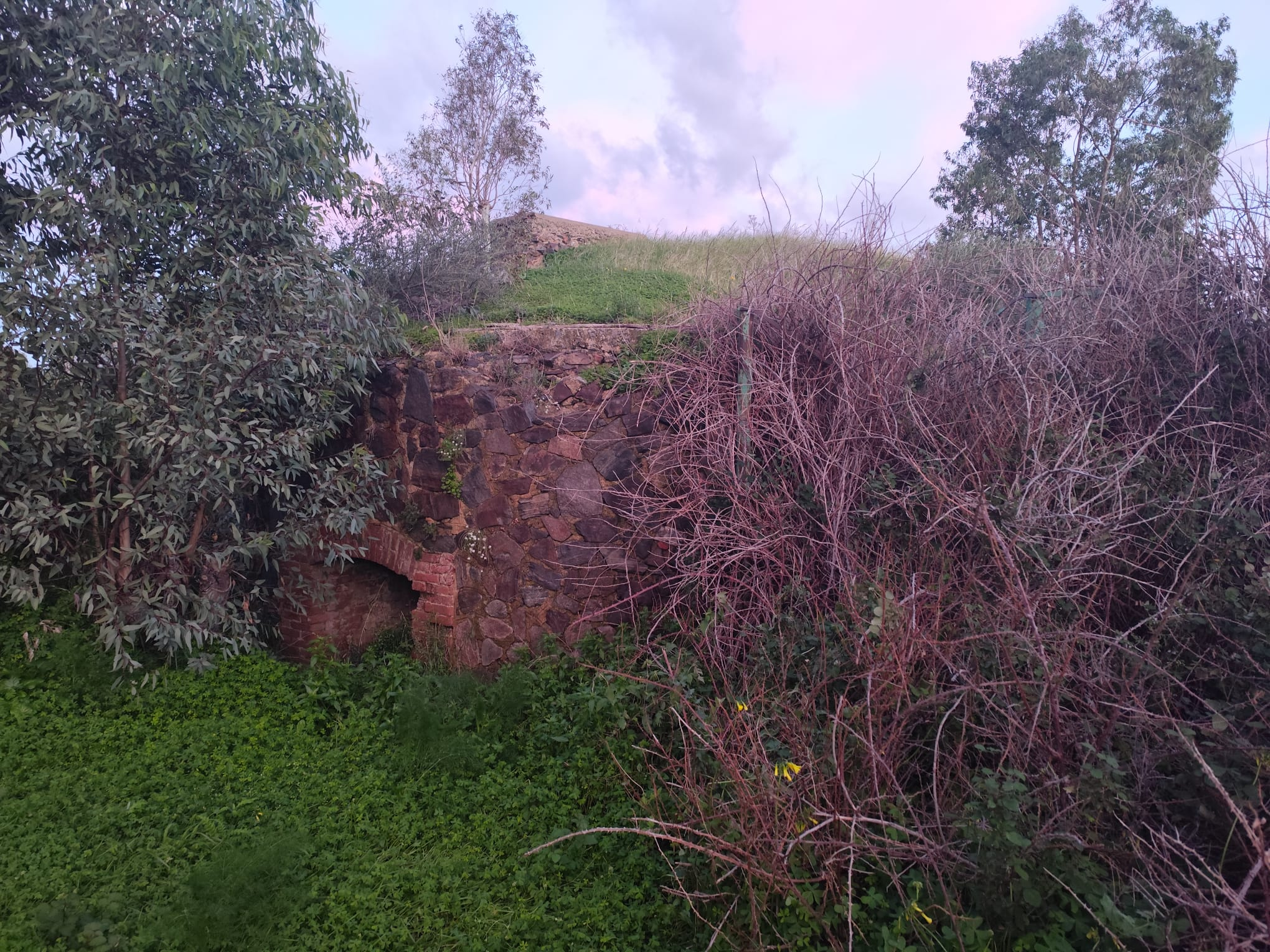
Muro originarle con bucatura
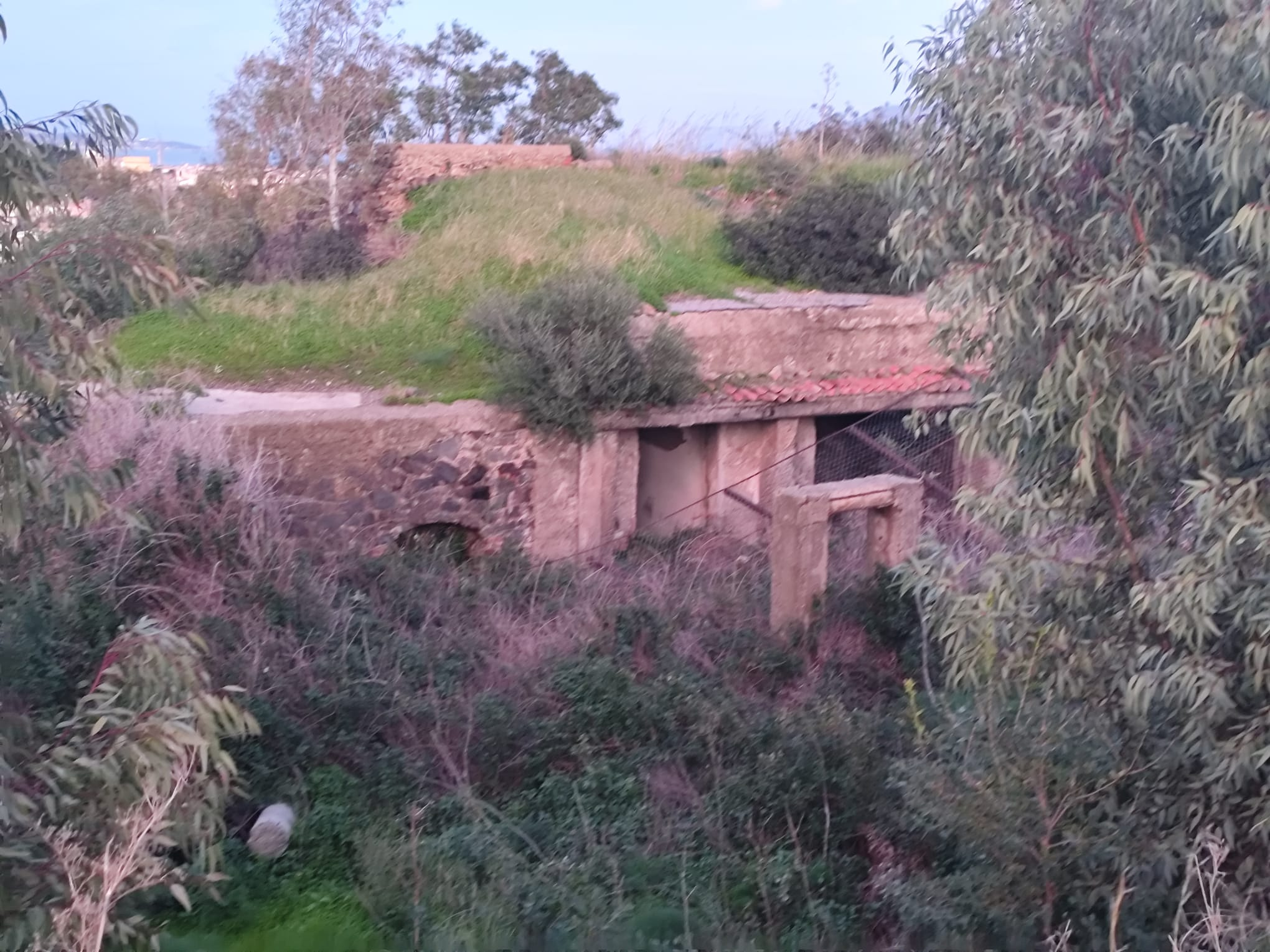
Parte frontale del forte
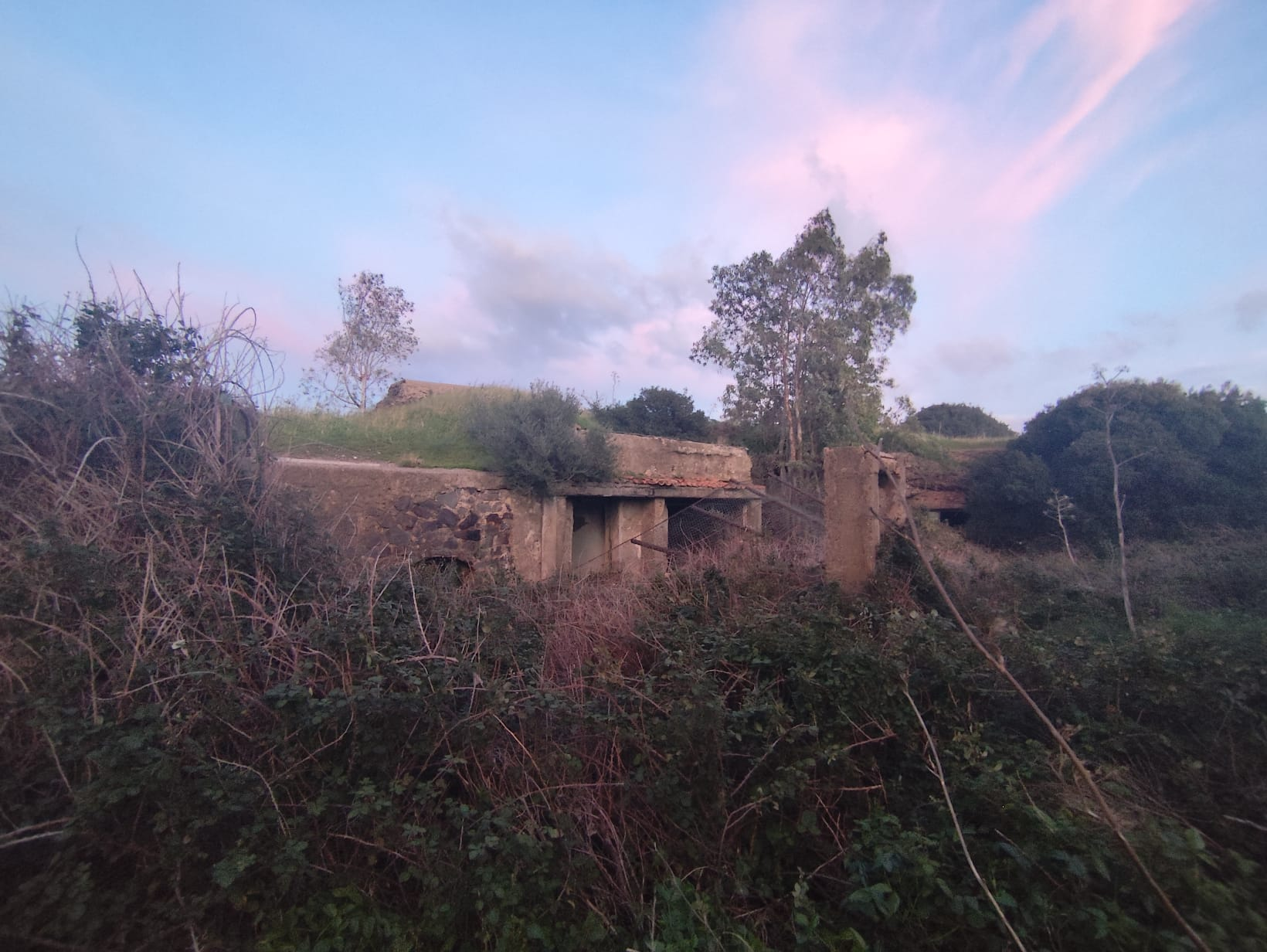
Parte frontale del forte